# Еньо Вълчев
Еньо Димов Вълчев  е български състезател по борба свободен стил.

## Биография
Роден е на 4 януари 1936 г. в село Полски Градец, Старозагорско. След военната си служба започва да тренира борба при треньора Господин Вълчев в категория до 67 и 70 кг. Състезател е на Миньор (Димитровград), ЦСКА (София) и Левски-Спартак (София).
Носител е на два сребърни медала от първенства на планетата в Техеран (1959), Мар дел Плата (1969) и на бронзов в Ню Делхи (1967). През 1962 г. става световен шампион в Толедо и е избран за спортист на годината на България.
Двукратен европейски шампион в Скопие (1968) и София (1969).
Печели бронзов медал от Летните олимпийски игри в Рим през 1960 г., златен от Летните олимпийски игри в Токио през 1964 г. и сребърен от Летните олимпийски игри в Мексико през 1968 г.
След края на спортната си кариера работи като треньор по техническата част в националните отбори за младежи и мъже. През 2005 е въведен в залата на славата в САЩ. Награден с Почетен знак на Президента на Република България „за изключителните му заслуги в развитието на борбата и по случай 70-годишния му юбилей“ (2006).

## Памет
На Еньо Вълчев е наречена улица в жилищен комплекс „Малинова долина“ в София (Карта).